# 小山良速
小山 良速（おやま よしずみ、正保元年（1644年） - 正徳4年8月18日（1714年9月26日））は、安芸広島藩士。通称は孫六。
播磨国赤穂藩浅野家の筆頭家老大石良欽の次男として生まれる。兄に大石良昭、弟に小山良師（赤穂藩足軽頭）、妹に進藤俊式の妻つうなどがいる。良速は広島浅野本家に仕えた。赤穂藩取りつぶしの際には浅野本家からの使者にも立てられた。正徳4年（1714年）8月18日に広島で死去。享年71。
なお、良速の曾孫良尚は、甥・大石良雄の三男である大石大三郎の養子となっている。